# Rohan (Midden-aarde)

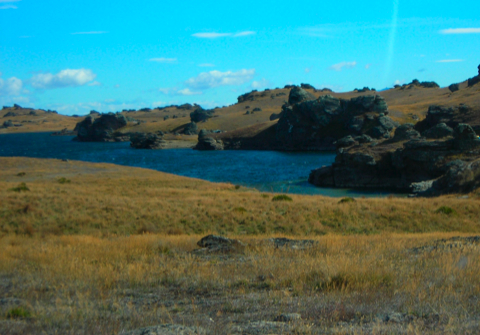
Het Poolburn Reservoir in Nieuw-Zeeland werd onder andere als decor voor Rohan gebruikt in de The Lord of the Rings-films van regisseur Peter Jackson

Rohan (van het Sindarijnse Rochand, land van de Paardenheren) is een fictieve landstreek die voorkomt in de trilogie In de ban van de ring van J.R.R. Tolkien.
Het land van Rohan wordt gekenmerkt door open weide en hoog gras, ideaal voor het opvoeden van paarden. Het land is ongeveer 300 mijlen van Noord tot Zuid en 300 mijlen van Oost tot West. Aan de noordelijke grens van Rohan stroomt de rivier de Limlicht tot aan het Fangorn woud. De noordwestelijke grens wordt gevormd door de Nevelbergen. De rivier de Anduin stroom langs de oostelijke grens naar de bergen van Emyn Muil en wordt daar samen gevoegd met de Entwas. Deze loopt door Rohan eerst in westelijke richting en dan via het Fangornwoud en Isengard naar de rivier de Isen. De zuidgrens wordt gevormd door de Witte Bergen.

## Geschiedenis
Rohan is het huis van de Rohirrim, een sterk ras dat bekendstaat voor hun liefde voor paarden. Zijzelf noemen Rohan de Riddermark of de Mark. Het land heette eerst Calenardhon en was een provincie van Gondor, maar werd aan de Rohirrim gegeven nadat Eorl de Jonge vanuit het Noorden Gondor kwam helpen vechten tegen een vijandige invasie door de Balchoth. Daarvoor hadden ze al eerder Gondor geholpen een invasie af te slaan, namelijk die van de Wagenrijders. Calenardhon was altijd al voor Gondor moeilijk te verdedigen omdat het dunbevolkt was en door de Ered Nimais geïsoleerd van de rest van het land. De Rohirrim waren daarentegen een groeiend volk dat in zijn oorspronkelijke woonplaats rond de bovenloop van de Anduin onvoldoende woonruimte had. Calenardhon aan de Rohirrim schenken in ruil voor hun trouw was dan ook een oplossing waar zowel Rohan als Gondor zeer veel profijt van zouden trekken.
Sindsdien is Rohan de betrouwbaarste bondgenoot van Gondor. Tijdens de oorlog om de Ring kwamen Rohirrim de Gondorianen te hulp bij de Slag van de Velden van Pelennor.

## Streken

### Wold
Het Wold is de meest noordelijke streek van Rohan. Ten noorden van het Wold, aan de overzijde van de rivier de Limlicht, ligt het Veld van Celebrant, de plek waar de Eorlingas de Gondorianen te hulp kwamen en een grote slag werd uitgevochten. Na deze slag werd, als dank voor deze hulp, Rohan aan de Eorlingas overgedragen.

### Emnet
De Emnet is een noordelijke streek van Rohan. In het westen grenst het aan het woud van Fangorn, in het noorden aan het Wold en in het oosten aan de rivier de Anduin. het gebied wordt gesplitst in de West-Emnet en de Oost-Emnet door de rivier de Onodló, die omdat hij uit Fangorn komt de Entwas wordt genoemd.

### Veenmark
De meest oostelijke provincie van Rohan is de Veenmark (Engels: Fenmarch). Het ligt ten noorden van de Witte bergen tussen de Oostfold en de Gondoriaanse leen Anórien.

### Oostfold
In het zuiden, tegen de Witte Bergen ligt de Oostfold. Dit is het gebied tussen Edoras en de monding van de Entwas. Door dit gebied loopt de hoofdweg richting Minas Tirith in Gondor.

### Folde
De Folde is een historische streek in Rohan, gelegen aan de voet van de Witte Bergen, tussen de Westfold en de Oostfold. Hier liggen de koninklijke steden Aldburg en Edoras.

### Sneeuwborn
Toen Théoden zijn troepen verzamelde voor de Slag van de Velden van Pelennor vroeg hij zijn legerleiders hoeveel man er uit elke streek was gekomen. Daarbij werd ook de Sneeuwborn (Engels: Snowbourn) genoemd, maar niemand kwam. De Sneeuwborn is echter de naam van een rivier die langs Edoras, de hoofdstad van Rohan, stroomt.

### Westfold
In het Zuiden tegen de Witte Bergen ligt de Westfold tussen Helmsdiepte en Edoras, door dit gebied loopt de hoofdweg van Rohan. De Westfold is heuvelachtig en ligt tussen de Witte Bergen in het zuiden en de West-Emnet in het noorden. In het westen grenst het aan de Voorden van de Isen en het Tovenaarsdal waar de oude Gondoriaanse vesting Isengard ligt. Sinds de stichting van Rohan heerste er rivaliteit met de Donkerlanders die voorheen al vijandig tegen Gondor en daarvoor tegen Numenor waren.
Ten tijde van de Oorlog om de Ring is de Westfold het toneel van een lange strijd tussen de troepen van Rohan en die van de tovenaar Saruman, die de heerschappij over Rohan wil overnemen. Hiertoe bouwde hij een groot leger van Orks op en werd bijgestaan door de Donkerlanders. Théodred, zoon van koning Théoden van Rohan, weet de legers van Saruman lange tijd tegen te houden. Na zijn dood bij de Slagen van de Voorden van de Isen wordt heel de Westfold onder de voet gelopen op de Helmsdiepte na. In de Helmsdiepte wordt vervolgens de Slag om de Hoornburg uitgevochten, een van de keerpunten in de oorlog. Na de Oorlog om de Ring wordt de Westfold herbouwd.

### Kloof van Rohan
In het westen ligt de Kloof van Rohan waarvan aan de noordelijke kant Isengard ligt en aan de zuidelijke kant Helmsdiepte. De rivier de Isen doorkruist de Kloof van Rohan, waardoor het land heel goed te bebouwen valt met allerlei soorten groenten en planten.

### Westmark
De Westmark is een heuvelachtig gebied dat ingeklemd ligt tussen de westelijke uitlopers van de Witte Bergen en de voorden van de Isen in het oosten en de rivieren Isen in het noorden en Adorn in het zuiden.
De Westmark is betwist gebied. Meerdere keren, waaronder in de Oorlog om de Ring, wordt het gebied ingenomen door de Donkerlanders uit het aangrensende Dunland. Na de Oorlog om de Ring, in de dagen van het Herenigd Koninkrijk, komt de Westmark weer onder de heerschappij van de koningen van Rohan.
Zie ook: Lijst van koningen van Rohan